# Hygiène sociale
Hygiène sociale ist ein Film von Denis Côté, der im Juni 2021 im Rahmen der Internationalen Filmfestspiele Berlin erstmals gezeigt wurde.

## Handlung
Antonin ist zwar verheiratet, doch verpasst er keine Gelegenheit, die Freundlichkeit und Geduld seiner Frau Eglantine auf die Probe zu stellen. Seine Schwester Solveig ist von seinem Verhalten schrecklich enttäuscht.

## Produktion

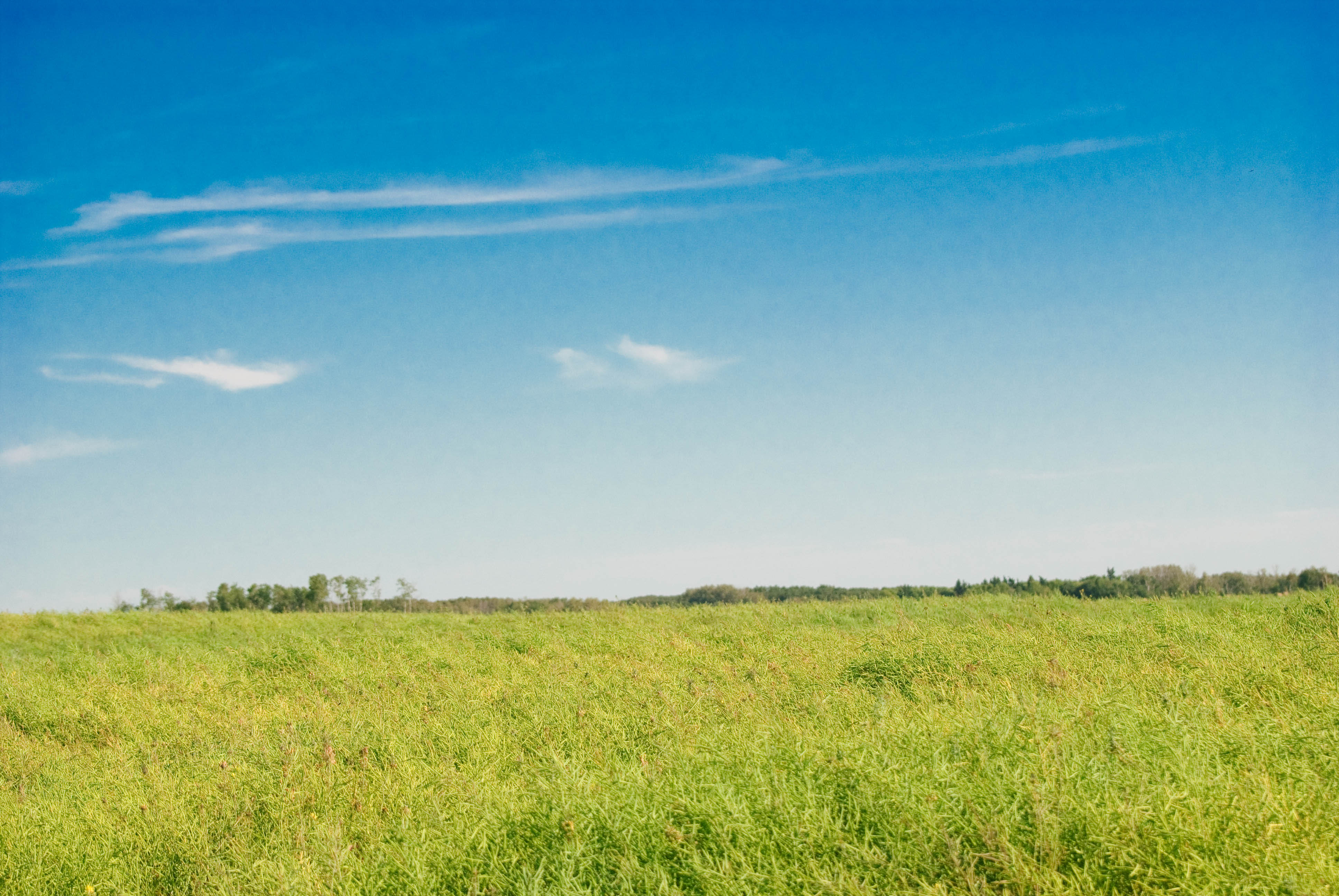
Hygiène sociale wurde komplett im Freien gedreht, auf einer Wiese in Kanada

Regie führte Denis Côté, der auch das Drehbuch schrieb.
Der komplette Film wurde im August 2020 im Freien gedreht. Die Figuren stehen meist unbeweglich und mit großem Abstand zueinander im hohen Gras auf einer Wiese, manchmal umrahmt von ein paar Bäumen. Die Figuren verharren fast ausschließlich an ihrem zugewiesenen Ort und sprechen miteinander. Manchmal schreien sie sich auch an, was dem großen Abstand, den sie gelegentlich zueinander einnehmen, geschuldet ist. Titel und Geschichte inklusive Handlungsort und der Abstände, die die Figuren einnehmen, hätten jedoch bereits fünf Jahre zuvor festgestanden und seien damit nicht auf die Dreharbeiten während der Coronavirus-Pandemie zurückzuführen, so Côté im Interview mit Radio Eins. Als Kameramann fungierte François Messier-Rheault.
Maxim Gaudette spielt in der Hauptrolle Antonin. Côté beschreibt diese Figur in gewisser Weise als ein Alter Ego, als ein Kind, das nicht richtig erwachsenen werden will. Mal sei Antonin faul, mal ehrgeizig und kreativ und entspreche damit dem Bild des gescheiterten Mannes oder Künstlers. Larissa Corriveau spielt Antonins Schwester Solveig, Évelyne Rompré seine Ehefrau Eglantine. Filmkritiker Knut Elstermann erinnern die Darsteller im Film in ihren Kostümen an die Mitglieder einer Truppe der Commedia dell’arte.
Die Weltpremiere erfolgte am 14. Juni 2021 im Rahmen der Internationalen Filmfestspiele Berlin in der Sektion Encounters. Ende Oktober 2021 wurde er im Rahmen der Viennale vorgestellt.

## Auszeichnungen
Gijón International Film Festival 2021
- Auszeichnung als Bester Film im Albar Competition (Denis Côté)[6]

Internationale Filmfestspiele Berlin 2021
- Nominierung in der Sektion Encounters
- Auszeichnung für die Beste Regie in der Sektion Encounters (Denis Côté)